# 2358 Bahner
2358 Bahner је астероид главног астероидног појаса са средњом удаљеношћу од Сунца која износи 3,024 астрономских јединица (АЈ).
Апсолутна магнитуда астероида је 11,0.